# 贝纳斯科
贝纳斯科'（意大利语：Beinasco），是意大利皮埃蒙特大区都灵省的一个市镇。人口18185(2010年12月31日)。

## 友好城市
- 羅馬尼亞皮亞特拉-尼亞姆茨 2001年
- 西班牙马尼尔瓦 2009年